# 烏魯淡武廊國家公園
4°28′41″N 115°12′28″E / 4.478°N 115.2077°E

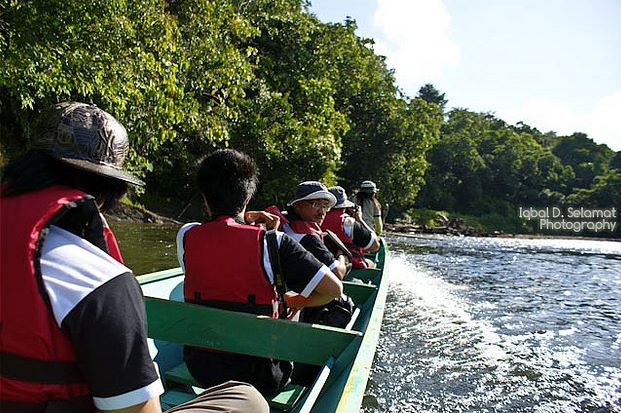

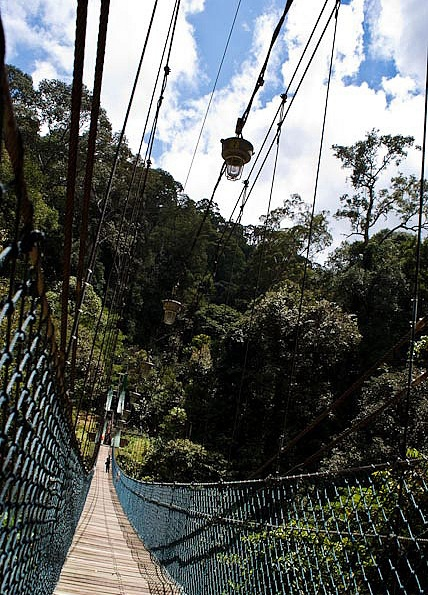

烏魯淡武廊國家公園是汶萊的國家公園，位於該國東部，處於淡武隆縣，成立於1991年，面積550平方公里，該國石油儲備充足，無需勘探其他類型資源如棕櫚油，因此大片赤道原始森林受到保護。